# هازن (داکوتای شمالی)
هازن(به انگلیسی: Hazen) شهری در ایالت داکوتای شمالی کشور ایالات متحده آمریکا است که جمعیت آن در سرشماری سال ۲۰۱۰ میلادی، ۲٬۴۱۱ نفر بوده‌است.